# Salima Mazari
Salima Mazari (em persa: سلیمه مزاری; Irã, 1980) é uma política afegã que foi como governadora do distrito de Charkint, na província de Balkh, no Afeganistão. Foi uma das três mulheres governadoras de distrito no Afeganistão. Foi reconhecida como uma das 100 mulheres mais inspiradoras de 2021 pela BBC.

## Biografia
Salima Mazari nasceu no Irã, em 1980, como refugiada, porque sua família escapou da invasão soviética do Afeganistão. Ela cresceu no Irã, formou-se na Universidade de Teerã e trabalhou para a Organização Internacional para as Migrações, antes de retornar ao Afeganistão.
Em 2018, ela foi nomeada Governadora do Distrito de Charkint, na província de Balkh. Como governadora, ela formou uma comissão de segurança para recrutar milícias locais para a luta contra os talibãs. Em 2020, ela negociou a rendição de mais de 100 soldados talibãs na sua província.
No meio da ofensiva talibã de 2021, ela recusou-se a fugir, como fizeram vários outros governadores do país, com o seu distrito a oferecer resistência significativa aos talibãs. Até o colapso total da República Islâmica do Afeganistão após a Queda de Cabul, o seu distrito foi um dos poucos do país que permaneceu desocupado pelos talibãs. Desde 18 de agosto, as notícias preocupavam-se se ela havia sido capturada pelo Talibã. De acordo com a reportagem subsequente do Time.com, Salima Mazari estava no gabinete do governador provincial quando a notícia da rendição de Balkh e da queda de Mazar-i-Sharif chegou até ela. Depois de perceber que seu distrito de Charkint também estava bloqueado, ela decidiu encerrar a luta para evitar mais um banho de sangue e escapou para um local não revelado nos EUA, com a ajuda da evacuação dos EUA em 2021 do Afeganistão.

## Prêmio
Em 2021, Salima Mazari foi reconhecida como uma das 100 mulheres mais inspiradoras do mundo pela BBC.